# Uilenburg ('s-Hertogenbosch)
De Uilenburg is een oude buurt in de binnenstad van 's-Hertogenbosch, in de Nederlandse provincie Noord-Brabant.  
De wijk was in de jaren 1960 en 1970 sterk verloederd. De grondige renovatie heeft de wijk laten opbloeien. De Uilenburg is een bloeiend en populair centrum met diverse bars, eetcafés en restaurants. Het straatbeeld wordt gekenmerkt door vele terrassen, beperkt autoverkeer, smalle steegjes en stadsrivier de Binnendieze die er tussen en onder de straten door vloeit.

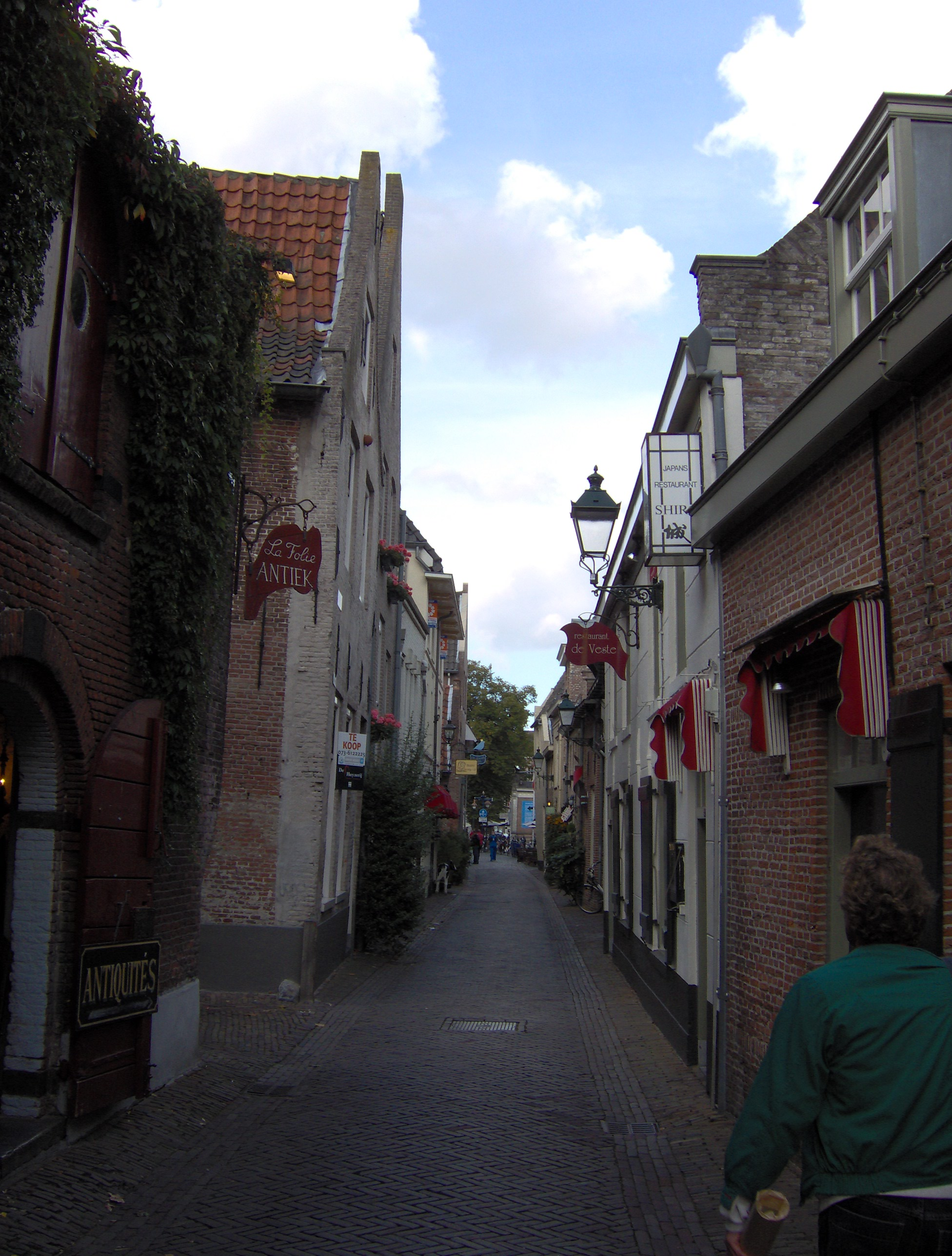
De Uilenburg